# Troy Bodie
Pour les articles homonymes, voir Bodie.
Troy Bodie (né le 25 janvier 1985 à Portage la Prairie, dans la province du Manitoba au Canada) est un joueur professionnel canadien de hockey sur glace.

## Carrière de joueur
Jouant quatre saisons avec les Rockets de Kelowna entre 2002 et 2006, il eut la chance de remporter à 2 reprises le championnat de la Ligue de hockey de l'Ouest. Ces championnats lui permirent de participer à la Coupe Memorial. En plus de ces 2 participations en tant que membre de l'équipe championne de la WHL, il eut l'occasion d'y participer une fois lorsque les Rockets furent l'équipe hôte du tournoi en 2003. Cette année-là, ils remportèrent le tournoi.
Étant un choix au repêchage des Oilers d'Edmonton, il entreprit en 2006-2007 sa carrière professionnelle avec les clubs affiliés aux Oilers. Il y restera deux saisons avant de signer un contrat avec l'organisation des Ducks d'Anaheim à l'été 2008.

## Statistiques
| Saison     | Équipe                    | Ligue          |     | Saison régulière | Saison régulière | Saison régulière | Saison régulière | Saison régulière |   | Séries éliminatoires | Séries éliminatoires | Séries éliminatoires | Séries éliminatoires | Séries éliminatoires |
| Saison     | Équipe                    | Ligue          | PJ  | B                | A                | Pts              | Pun              | PJ               | B | A                    | Pts                  | Pun                  |                      |                      |
| 2001-2002  | Central Plains            | MMMHL          | 40  | 22               | 21               | 43               | 10               | -                | - | -                    | -                    | -                    |                      |                      |
| 2002-2003  | Rockets de Kelowna        | LHOu           | 35  | 4                | 4                | 8                | 36               | 11               | 1 | 1                    | 2                    | 2                    |                      |                      |
| 2003       | Rockets de Kelowna        | Coupe Memorial | -   | -                | -                | -                | -                | 2                | 0 | 0                    | 0                    | 2                    |                      |                      |
| 2003-2004  | Rockets de Kelowna        | LHOu           | 71  | 8                | 12               | 20               | 112              | 17               | 7 | 3                    | 10                   | 6                    |                      |                      |
| 2004       | Rockets de Kelowna        | Coupe Memorial | -   | -                | -                | -                | -                | 4                | 0 | 0                    | 0                    | 0                    |                      |                      |
| 2004-2005  | Rockets de Kelowna        | LHOu           | 72  | 24               | 24               | 48               | 96               | 24               | 4 | 13                   | 17                   | 26                   |                      |                      |
| 2005       | Rockets de Kelowna        | Coupe Memorial | -   | -                | -                | -                | -                |                  |   |                      |                      |                      |                      |                      |
| 2005-2006  | Rockets de Kelowna        | LHOu           | 72  | 28               | 25               | 53               | 117              | 12               | 5 | 4                    | 9                    | 8                    |                      |                      |
| 2006-2007  | Thunder de Stockton       | ECHL           | 46  | 21               | 17               | 38               | 80               | 6                | 0 | 2                    | 2                    | 6                    |                      |                      |
| 2006-2007  | Bulldogs de Hamilton      | LAH            | 20  | 0                | 1                | 1                | 29               | -                | - | -                    | -                    | -                    |                      |                      |
| 2007-2008  | Falcons de Springfield    | LAH            | 62  | 9                | 6                | 15               | 108              | -                | - | -                    | -                    | -                    |                      |                      |
| 2008-2009  | Chops de l'Iowa           | LAH            | 71  | 15               | 12               | 27               | 105              | -                | - | -                    | -                    | -                    |                      |                      |
| 2008-2009  | Ducks d'Anaheim           | LNH            | 4   | 0                | 0                | 0                | 0                | -                | - | -                    | -                    | -                    |                      |                      |
| 2009-2010  | Rampage de San Antonio    | LAH            | 16  | 2                | 1                | 3                | 43               | -                | - | -                    | -                    | -                    |                      |                      |
| 2009-2010  | Marlies de Toronto        | LAH            | 16  | 6                | 4                | 10               | 13               | -                | - | -                    | -                    | -                    |                      |                      |
| 2009-2010  | Ducks d'Anaheim           | LNH            | 44  | 5                | 2                | 7                | 80               | -                | - | -                    | -                    | -                    |                      |                      |
| 2010-2011  | Ducks d'Anaheim           | LNH            | 9   | 0                | 1                | 1                | 7                | -                | - | -                    | -                    | -                    |                      |                      |
| 2010-2011  | Hurricanes de la Caroline | LNH            | 50  | 1                | 2                | 3                | 54               | -                | - | -                    | -                    | -                    |                      |                      |
| 2011-2012  | Crunch de Syracuse        | LAH            | 69  | 5                | 10               | 15               | 119              | 4                | 0 | 0                    | 0                    | 0                    |                      |                      |
| 2012-2013  | Admirals de Norfolk       | LAH            | 47  | 4                | 8                | 12               | 111              | -                | - | -                    | -                    | -                    |                      |                      |
| 2012-2013  | Pirates de Portland       | LAH            | 5   | 3                | 1                | 4                | 7                | 2                | 0 | 0                    | 0                    | 2                    |                      |                      |
| 2013-2014  | Maple Leafs de Toronto    | LNH            | 47  | 3                | 7                | 10               | 26               | -                | - | -                    | -                    | -                    |                      |                      |
| 2013-2014  | Marlies de Toronto        | LAH            | 17  | 4                | 4                | 8                | 9                | -                | - | -                    | -                    | -                    |                      |                      |
| 2014-2015  | Maple Leafs de Toronto    | LNH            | 5   | 0                | 0                | 0                | 5                | -                | - | -                    | -                    | -                    |                      |                      |
| 2014-2015  | Marlies de Toronto        | LAH            | 58  | 8                | 7                | 15               | 77               | 3                | 1 | 0                    | 1                    | 2                    |                      |                      |
| Totaux LNH | Totaux LNH                | Totaux LNH     | 159 | 9                | 12               | 21               | 172              | -                | - | -                    | -                    | -                    |                      |                      |

## Trophées et honneurs personnels
- Ligue de hockey de l'Ouest
  - 2003 et 2005 : remporte la Coupe du Président avec les Rockets de Kelowna
- Coupe Memorial
  - 2004 : remporte la Coupe Memorial avec les Rockets de Kelowna

## Transactions en carrière
- 22 juillet 2008 : signe un contrat comme agent-libre avec les Ducks d'Anaheim[3].